# Flatter-Ulme Altübigau

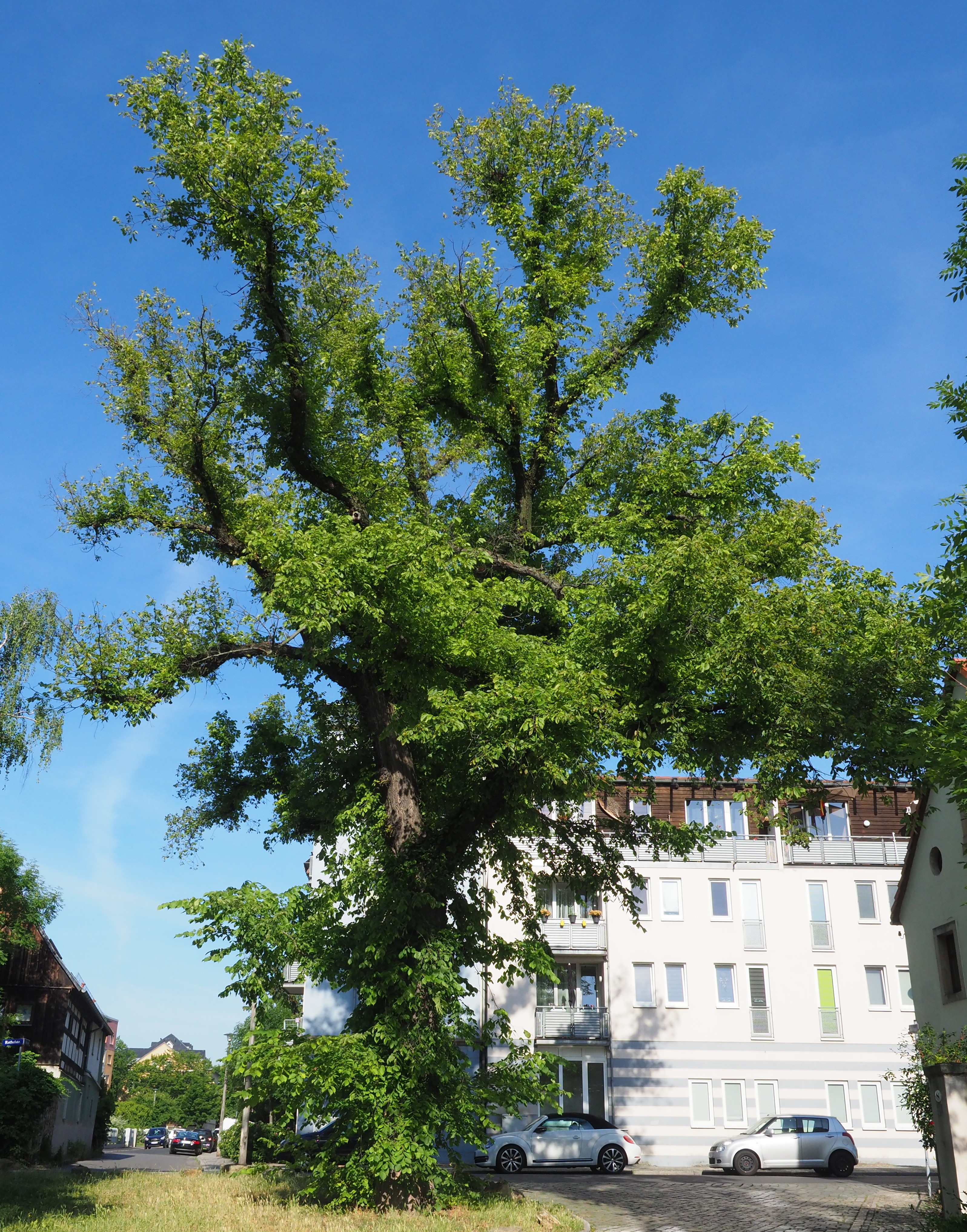
Flatter-Ulme Altübigau, Juni 2017

Die Flatter-Ulme Altübigau ist ein als Einzelbaum ausgewiesenes Naturdenkmal (ND 83) in Dresden. Dieses Exemplar der in Mittel- und Osteuropa heimischen Flatter-Ulme (Ulmus laevis) weist einen Kronendurchmesser von etwa 21 Metern bei einer Höhe von etwa 20 Metern und einem Stammumfang von 3,10 Metern auf.

## Lage

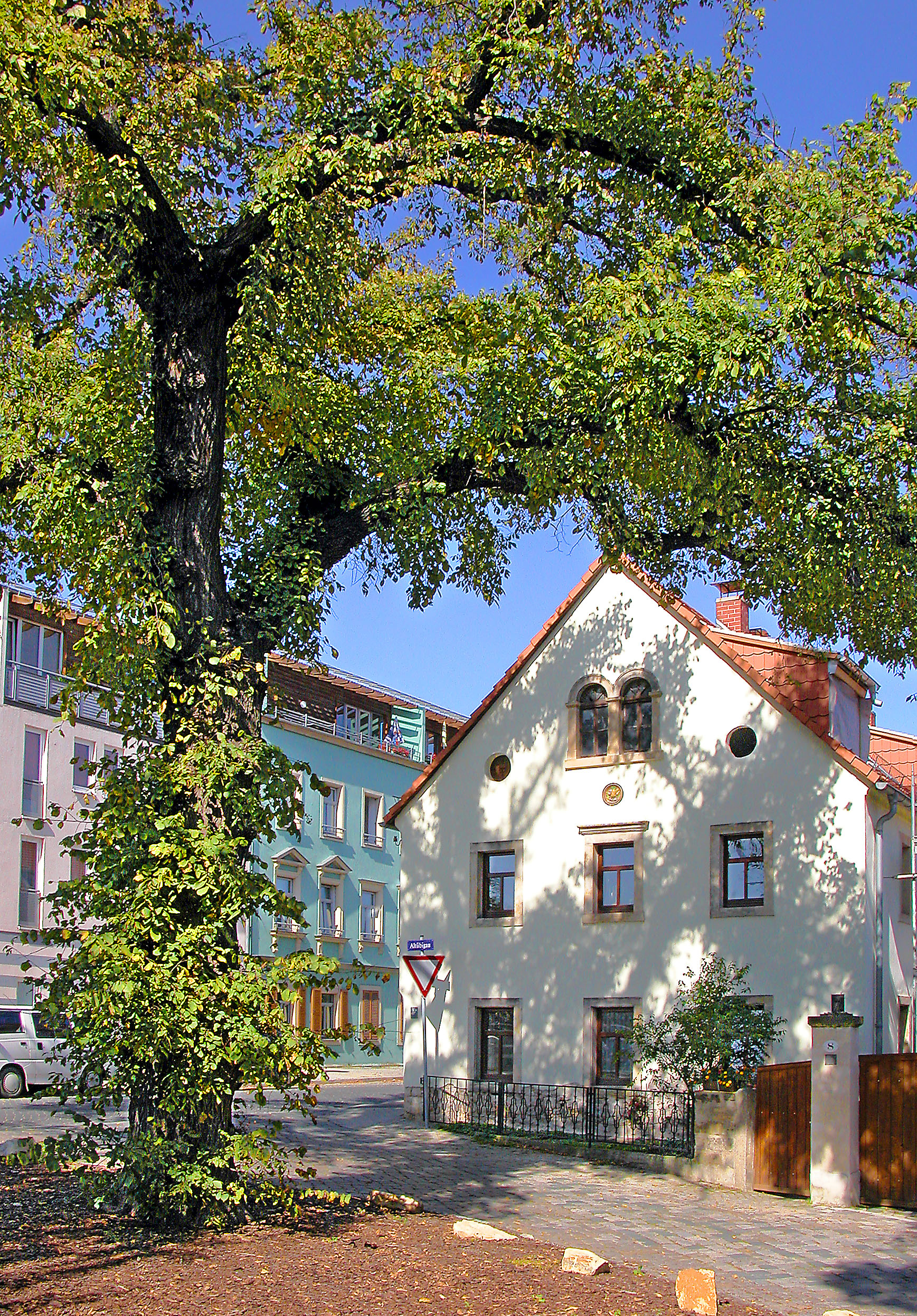
Blick gen Nordwesten, September 2006

Der Baum befindet sich im Stadtteil Übigau, etwa 80 Meter westlich des Ufers der Elbe, die an dieser Stelle ihres Laufes an der Mitte eines S-förmigen Doppelbogens angekommen ist. Der Standort befindet sich in der platzartigen Erweiterung des alten Ortskerns Altübigau, zwischen dem nördlich gelegenen Haus Nummer 8 und der Nummer 5 im Süden, an der Einmündung zur Rethelstraße.

## Schutzgegenstand
In einer städtischen Veröffentlichung aus dem Jahr 2008 wurde das Alter dieser Flatter-Ulme auf ca. 150 Jahre geschätzt, was ihren Ursprung in die Mitte des 19. Jahrhunderts datiert. Dem Dresdner Stadtteilhistoriker Klaus Brendler zufolge wurde die Ulme mit weiteren Bäumen am 6. März 1868 gepflanzt.
Da die europäischen Ulmenarten anfällig gegenüber asiatischen Pilzen und damit vom Ulmensterben bedroht sind, hat der Dresdner Stadtrat im Juni 1999 diese Flatter-Ulme sowie zeitgleich die Flatter-Ulmen-Allee am Sachsenplatz als Naturdenkmale ausgewiesen und somit unter Schutz gestellt.  Neben der Sicherung und Erhaltung aus gehölzkundlichen Gründen war die Seltenheit im Stadtgebiet, sowie die besondere Ausprägung des Baums ausschlaggebend dafür.
Der Schutzbereich erstreckt sich auf den Kronentraufbereich zuzüglich 3 Metern im Umkreis, mindestens jedoch 14 Meter im Umkreis des Stammes.
Anfang der 2010er war die Landeshauptstadt Dresden als Untere Naturschutzbehörde bestrebt, „39 besonders wertvolle Bäume an 29 Standorten als Naturdenkmale“ unter Schutz zu stellen, darunter eine weitere Flatter-Ulme. Die Unterschutzstellung des Exemplars an der Königsbrücker Straße 49 in der Äußeren Neustadt erfolgte mittels Verordnung im Januar 2015.